# Кортленд (Вірджинія)
Кортленд (англ. Courtland) — місто (англ. town) в США, в окрузі Саутгемптон штату Вірджинія. Населення — 1295 осіб (2020). Містечко є окружним центром округу Саутгемптон.

## Географія
Кортленд розташований за координатами 36°42′44″ пн. ш. 77°3′43″ зх. д. / 36.71222° пн. ш. 77.06194° зх. д. (36.712260, -77.061957).  За даними Бюро перепису населення США в 2010 році місто мало площу 2,37 км², уся площа — суходіл.

## Демографія
Згідно з переписом 2010 року, у місті мешкали 1284 особи в 475 домогосподарствах у складі 315 родин. Густота населення становила 541 особа/км².  Було 520 помешкань (219/км²).
Расовий склад населення:
| - 50,0 % — чорних або афроамериканців - 48,1 % — білих - 0,2 % — корінних американців - 0,2 % — азіатів - 0,1 % — вихідців з тихоокеанських островів |

До двох чи більше рас належало 1,3 %. Частка іспаномовних становила 0,4 % від усіх жителів.
За віковим діапазоном населення розподілялося таким чином: 24,4 % — особи молодші 18 років, 56,0 % — особи у віці 18—64 років, 19,6 % — особи у віці 65 років та старші. Медіана віку мешканця становила 41,3 року. На 100 осіб жіночої статі у місті припадало 85,8 чоловіків;  на 100 жінок у віці від 18 років та старших — 79,8 чоловіків також старших 18 років.
Середній дохід на одне домашнє господарство  становив 43 783 долари США (медіана — 21 372), а середній дохід на одну сім'ю — 46 571 долар (медіана — 23 021). Медіана доходів становила 42 614 долари для чоловіків та 36 875 доларів для жінок. За межею бідності перебувало 49,9 % осіб, у тому числі 68,9 % дітей у віці до 18 років та 29,2 % осіб у віці 65 років та старших.
Цивільне працевлаштоване населення становило 659 осіб. Основні галузі зайнятості: освіта, охорона здоров'я та соціальна допомога — 22,5 %, роздрібна торгівля — 15,2 %, виробництво — 11,4 %, транспорт — 11,1 %.

## Історія
Англійські колоністи спершу називали це містечко Єрусалимом (англ. Jerusalem), але в 1888 році воно отримало поточну назву. До XVIII століття воно було єдиним містечком в окрузі Саутгемптон, а з того часу стало окружним центром. Містечко сформувалось 1791 року на північному березі річки Ноттовей, на десятиакровій (40,000 м²) ділянці поряд із будинком суду.
1831 року містечко стало широко відомим як місцем судових процесів, а згодом — і страт Ната Тернера та деяких його прибічників, які спланували масштабне повстання рабів. Згідно з листом Солона Борланда, надісланим губернаторові Північної Кароліни, село тоді було невеликим, і налічувало близько 175 осіб. У ньому були три магазини, один лимар, один ремісник, що займався виготовленням карет, два готелі, два юристи та два медики.
Містечко було малою Батьківщиною генерал-майора конфедератів Вільяма Магоуна, батько якого, Філдинг Магоун, завідував місцевою таверною. Генерал Джордж Генрі Томас, «Скеля Чикамоги» та уродженець округу Саутгемптон, ймовірно, відвідував свого дядька Джеймса Рошелла тут. Рошелл був судовим клерком округу Саутгемптон, і мешкав за три будинки від Таверни Магоуна.
Елм Гроув, таверна Філдинга Магоуна, Будинок Рошелла-Принса, Будинок Сіммонса-Себрелла-Кемпа, та Будинок Ребекки Воган занесені до списку Національного реєстру історичних місць.